# یواس‌اس ارکویپا (ای‌اف-۳۱)
یواس‌اس ارکویپا (ای‌اف-۳۱) (به انگلیسی: USS Arequipa (AF-31)) یک کشتی بود که طول آن ۳۳۸ فوت (۱۰۳ متر) بود. این کشتی در سال ۱۹۴۴ ساخته شد.